# شرکت فیلم هنری
شرکت فیلم هنری (Société Film d’Art) تأثیرگذارترین پدیده‌ای بود که در دوره گسترش بین‌المللی سینما در فرانسه در دهه اول قرن بیستم رخ داد. این شرکت که در سال 1908 توسط برادران لافیت، سرمایه‌داران پاریسی، تأسیس شد، با هدف انتقال نمایشنامه‌های معتبر صحنه‌ای با بازی بازیگران مشهور به پرده سینما شکل گرفت. هدف از این پروژه جذب طبقه متوسط تئاتررو به سینما بود، به‌ویژه در زمانی که سینما هنوز به‌تازگی از نمایش‌های نیکلودئون و چادرهای سینمایی بیرون آمده بود.
تاریخ‌دان سینما، کنت مک‌گوان، فیلم هنری را «اولین جنبش فیلم روشنفکرانه» نامیده است، که هم از نظر مثبت و هم منفی صحیح است. از یک سو، این شرکت از بهترین استعدادهای صحنه برای تولیدات خود استفاده کرد و نمایشنامه‌های معتبر را از اعضای آکادمی فرانسه سفارش داد. همچنین از ستارگان مشهور کمدی-فرانسه برای ایفای نقش‌ها و از آهنگسازان برجسته برای نوشتن موسیقی‌های اصلی بهره گرفت. از نظر ادبی و نمایشی، اعتبار فیلم هنری بی‌عیب و نقص بود. اما از نظر سینمایی، تولیدات این شرکت با پذیرش کامل مدل تئاتر، ایستا و در برخی موارد پس‌رفته بودند.
با وجود تمام نسب فکری خود (و شاید به همین دلیل)، تولیدات پرزرق و برق فیلم هنری اغلب فیلم‌های نمایشی بودند که کارگردانان آن‌ها کمترین توجه را به ویژگی‌های سینما داشتند. مانند تماشاگر تئاتر که در صندلی ارکستر نشسته، دوربین موقعیت مرکزی را نسبت به عمل اشغال کرده و ثابت می‌ماند، به طوری که قاب فیلم وظیفه دهانه صحنه را بر عهده می‌گرفت. بیشتر برداشت‌ها نمای بلند یا متوسط بودند که به بازیگران این امکان را می‌دادند تا مانند تئاتر به‌طور کامل روی پرده ظاهر شوند. هر برداشت به‌طور کامل مانند یک صحنه تئاتری ساخته می‌شد، اگرچه بازیگری اغلب به‌طور قابل توجهی مهار شده بود.